# Малакия (футбольный клуб)
«Малаки́я» (англ. Malakia) — южносуданский футбольный клуб из столицы страны Джубы. Домашние матчи проводит на стадионе «Джуба», единственном приемлемом стадионе города. Наивысшим достижением команды является выход в полуфинал Кубка Судана в сезоне 2009 года.

## История
В сезоне 2009 года клуб дошёл до полуфинала Кубка Судана, став, тем самым, первой южносуданской командой, которая смогла добраться до этой стадии турнира. Дальше футболисты из Джубы пройти не смогли, поскольку уступили одному из сильнейших клубов Судана «Аль-Меррейху» по сумме двух матчей (2:4 дома и 0:9 на выезде). Во время ответной встречи было объявлено, что президент омдурманского клуба решил пожертвовать «Малакии» 10 млн суданских фунтов, а также всю прибыль от проданных на игру билетов (которая обычно делится между командами) и 60 прожекторов для стадиона в благодарность за тёплый приём и гостеприимство, оказанные «Аль-Меррейху» южносуданским клубом во время приезда в Джубу на первый матч.
В сезоне 2010 года «Малакия» выступала в Первом дивизионе Джубы, а также сыграла в турнире за право выхода в Премьер-лигу Судана.

## Достижения
- Полуфиналист Кубка Судана: 2009